# Флескестеґ
Флескестеґ (Flæskesteg ['flɛːskə.stɐ̯j]) — данська версія смаженої свинини, вважається однією з головних національних страв Данії. Завжди готується зі шкварками. Вона також є улюбленою стравою данської різдвяної вечері, яку подають 24 грудня або на Святвечір.

## Історія
Протягом століть свинина була улюбленою стравою данців, але лише після промислової революції 1860-х років, коли вдома почали використовувати печі на дровах, окрім ковбас і шинки, стала популярною стравою і смажена свинина. З самого початку, щоб забезпечити хрускіт, шматочки завжди варили разом зі шкіркою. Відтоді це залишається обов'язковою умовою страви.

## Традиційний рецепт
Традиційний спосіб приготування — запікання шматка свинини з грудки або шиї, не знімаючи шкірки. Для отримання хрустких шкварок гострим ножем потрібно нарізати шкірку до м'яса вузькими смужками. Шкірку натирають сіллю, додають перець, а в надрізи вставляють лавровий лист і за бажанням гвоздику. Потім заготовка обсмажується в гарячій духовці. Страва традиційно супроводжується як відвареною картоплею, так і карамелізованою картоплею (brundede kartofler). Карамелізована картопля готується шляхом розтоплення цукру на сковороді на сильному вогні, додавання шматочка вершкового масла та давання порції невеликої, круглої, очищеної, попередньо відвареної картоплі (доступна в банках). Вона купається в суміші, доки вона не підрум'яниться. або не карамелізується. До страви може додаватися червонокачанна капуста (rødkål), яку можна придбати в банці або судочку. Якщо капусту готують з нуля, часто додають нарізані яблука. Багато данців вважають традиційним рецептом той, який описав Фрк. Дженсен у своїй кулінарній книзі 1901 року.

## Бутерброди
Флескестеґ мед родкал (смажена свинина з червонокачанною капустою) також подається холодним на темному данському житньому хлібі як відкритий бутерброд, відомий у Данії як смореброд. Тонкі скибочки свинини, звичайно ж, слід подавати з хрусткими шкварками. Бутерброд можна прикрасити червоною капустою, чорносливом, шматочком апельсина і маринованим огірком. Гарячі флескестеґсендвічі у булочці для гамбургерів можна придбати в багатьох данських кіосках з хот-догами та в інших закладах швидкого харчування.

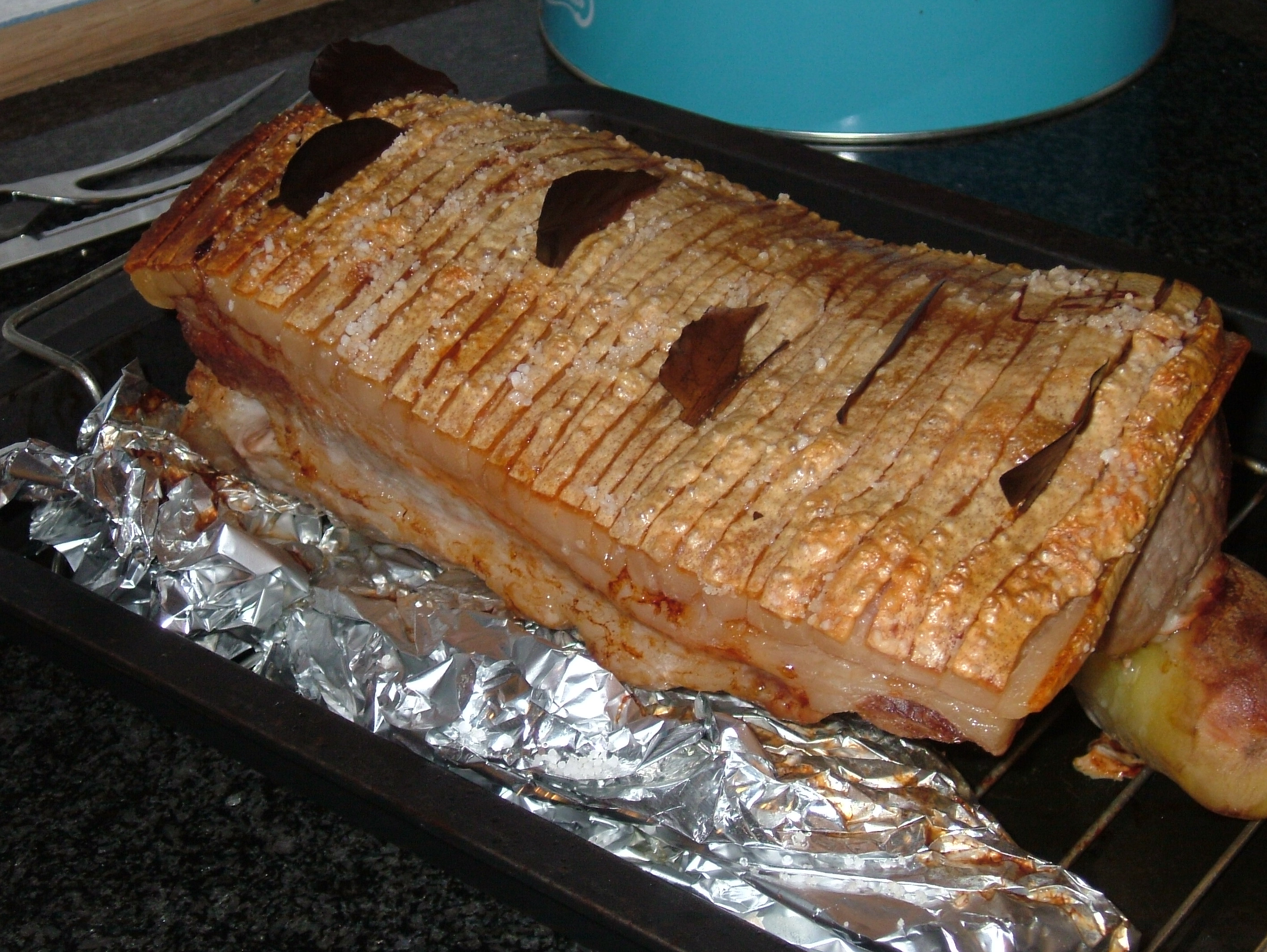
Стик з потріскуванням
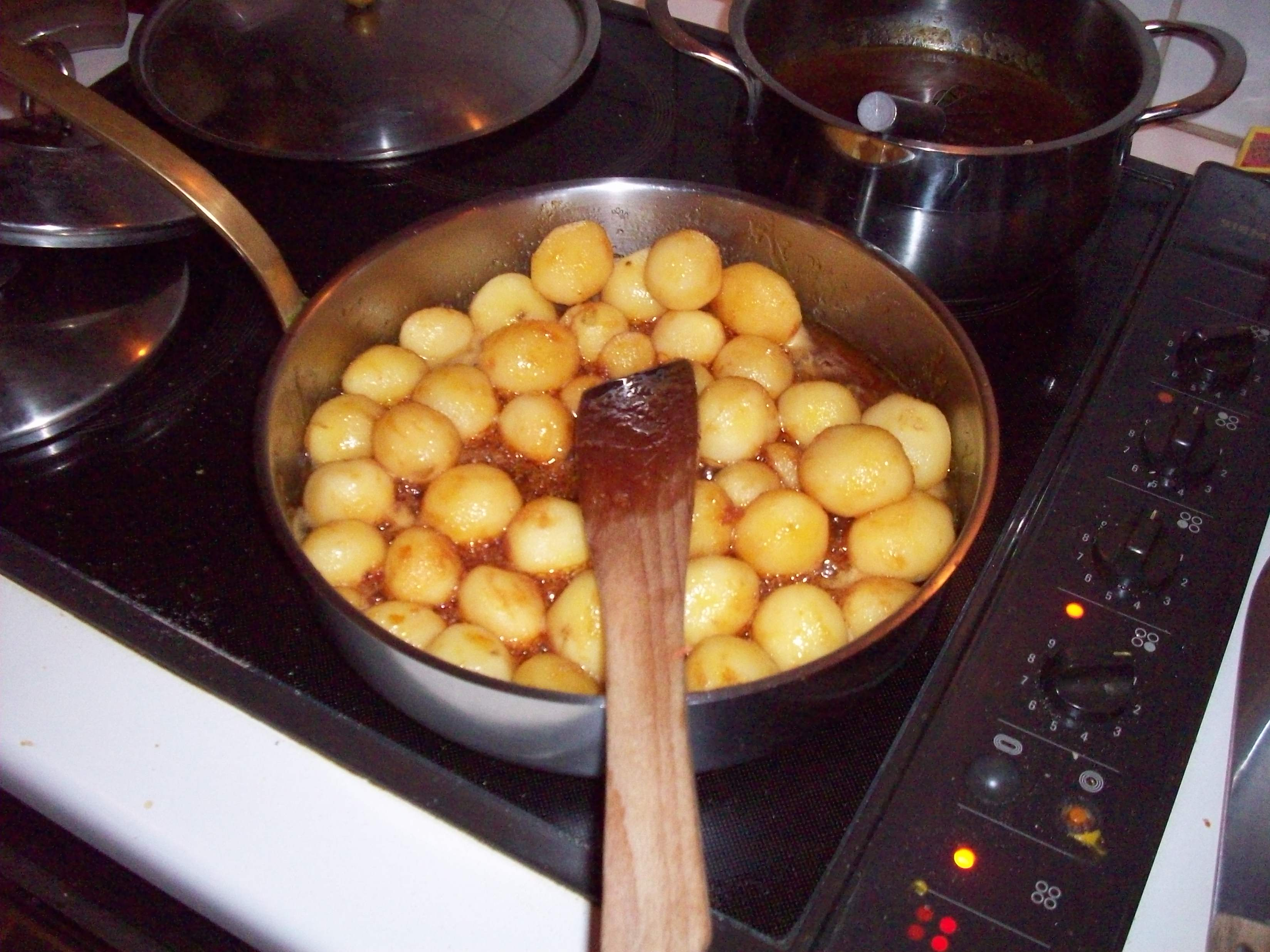
Приготування карамелізованої картоплі
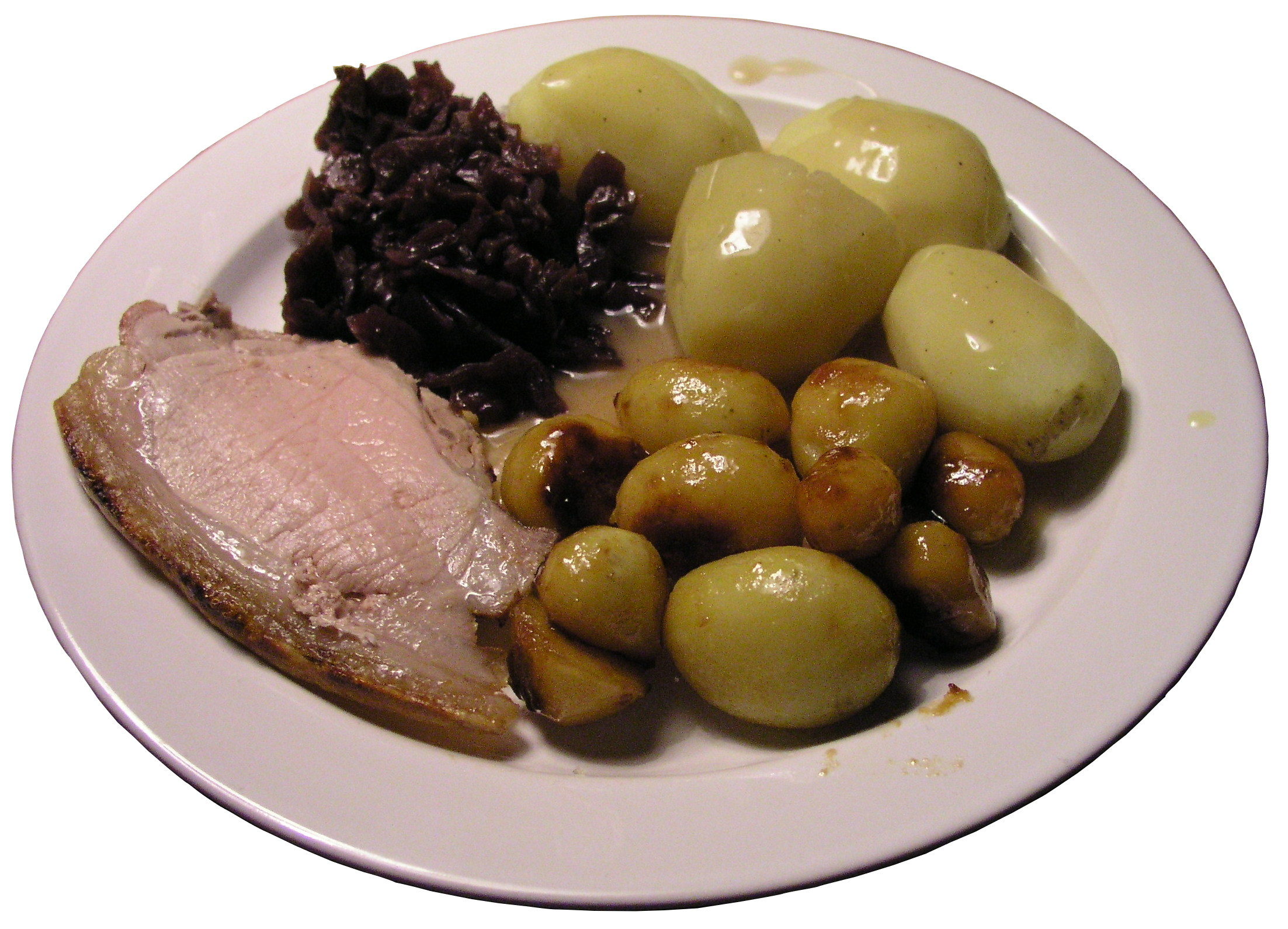
Подається з двома видами картоплі та червонокачанною капустою
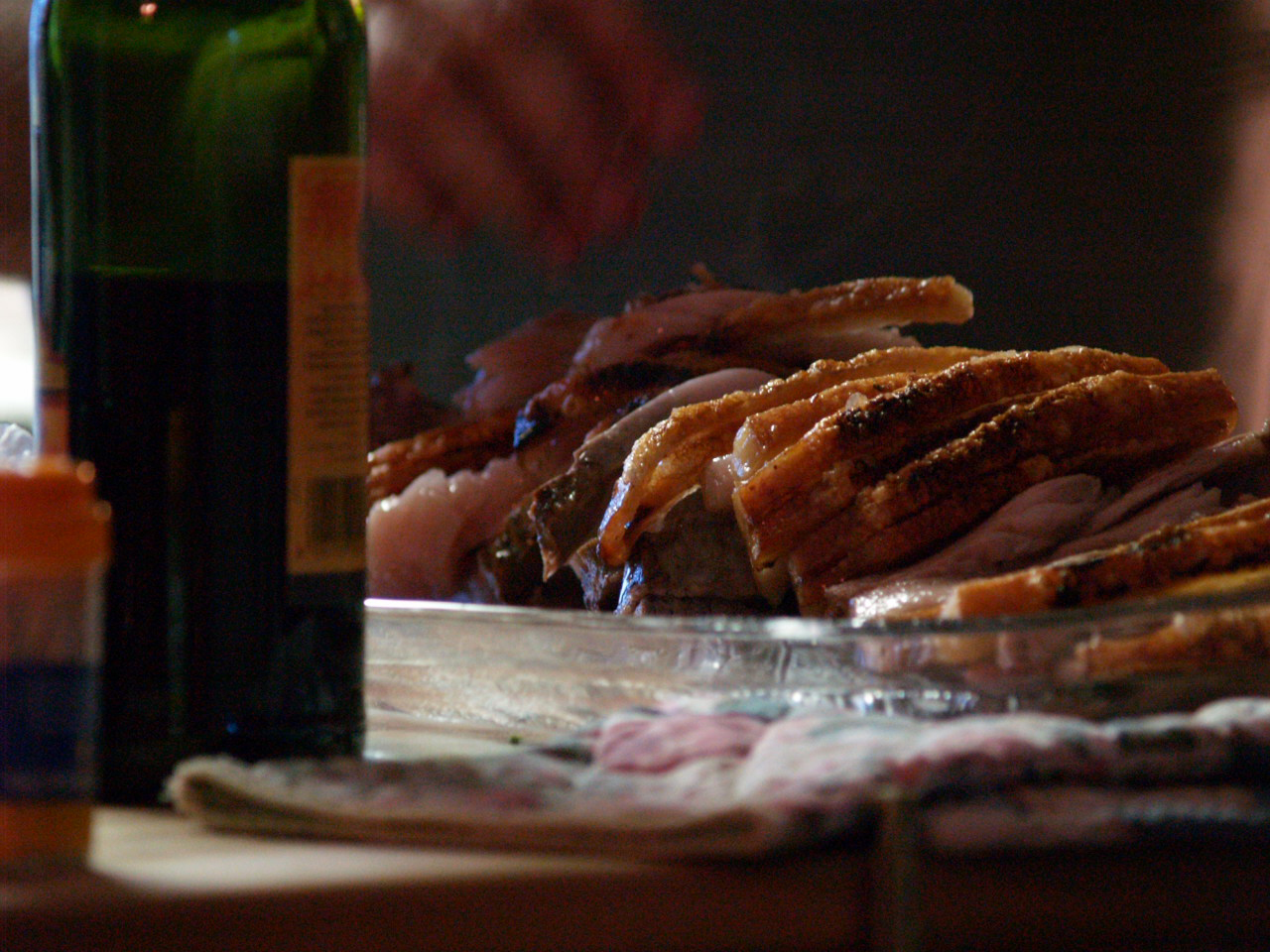
Хрусткі шкварки